# 市原市立市原中学校
市原市立市原中学校（いちはらしりつ いちはらちゅうがっこう）は、千葉県市原市能満にある公立中学校。文部科学省の学校コードはC112210002100、旧学校調査番号は123904で、教育開発出版の所属中学校コードは120191。通称は市中。

## 概要
市原市北部の市原地区に位置する。1947年（昭和22年）の学校教育法施行に伴って設置された。第二次ベビーブーム頃には、生徒数増加により市原市立国分寺台中学校を分離している。校地を挟んで向かい側に市原市中央武道館や市原歴史博物館（旧市原市埋蔵文化財センター）がある。
2006年度（平成18年度）以降、市原市にある全ての市立小中学校で二学期制を採用している。

## 沿革

### 概歴
1947年（昭和22年）に学校教育法が施行されたことに伴って市原村立市原中学校として開校した。開校当初は市原村立市原小学校の校舎を仮校舎としていたが、翌1948年（昭和23年）に郡本1452番地に新校舎が完成して移転した。1956年（昭和31年）には市原村が、市原町（市原村とは異なる自治体）と五井町によって分割併合されたことにより、市原町立市原中学校と改称する。その後、1963年（昭和38年）に市原市が発足すると、現校名である市原市立市原中学校となった。1976年（昭和51年）に現所在地である能満1450番地に新校舎が完成して移転している。1983年（昭和38年）には、国分寺台の開発によって生徒数が増加し、市原市立国分寺台中学校を分離した。

### 年表
- 1947年（昭和22年） - 市原村立市原中学校として創立[5]。
- 1948年（昭和23年） - 旧校舎が郡本1452番地に完成[5]。
- 1963年（昭和38年） - 市原市立市原中学校に[5]。
- 1976年（昭和51年） - 現所在地に移転[5]。
- 1983年（昭和58年） - 国分寺台中学校分離[5]。

## 校則

### 校章
「中」という文字の上にヤツデのようなものが描かれ、その周りに羽があるデザイン。

### 制服
男子は詰襟学生服（学ラン）、女子はセーラー服となっている。夏季用の制服もある。女子は冬季のスカーフと夏季のリボンの色が学年ごとに異なっており、学年ごとに指定された赤・白・青のいずれかを入学時から卒業時まで着用することになる。市内の姉崎中学校・姉崎東中学校・有秋中学校・双葉中学校・千種中学校・市東中学校・東海中学校・三和中学校の制服とは、校章以外でほとんど見分けがつかない。

## 施設

### 敷地
敷地の詳細は以下の通りである。
- 所在地：市原市能満1450番
- 所有者：市原市
- 敷地面積：34,743m2
- 取得額：928,080,000円
- 指定建蔽率：60%
- 指定容積率：100%

### 建物
敷地内にの建物は以下の通りである。
| 棟番号 | 棟名称         | 建物用途       | 財産 区分 | 構造 | 階数 | 延床面積   | 建築年 | 耐震   | 耐震       | Is値 | 備考       |
| ------ | -------------- | -------------- | --------- | ---- | ---- | ---------- | ------ | ------ | ---------- | ---- | ---------- |
| 001    | 校舎-1         | 校舎・園舎     | 公共用    | RC造 | 3    | 2,959.00m2 | 1978年 | 旧基準 | 耐震工事済 | 0.71 | [ 注釈 1 ] |
| 002    | 校舎-3         | 校舎・園舎     | 公共用    | RC造 | 4    | 1,227.00m2 | 1983年 | 新基準 | 耐震性あり | 不明 |            |
| 003    | 体育館         | 体育館         | 公共用    | RC造 | 1    | 1,004.00m2 | 1979年 | 旧基準 | 耐震工事済 | 1.35 |            |
| 004    | 武道場         | 体育館         | 公共用    | RC造 | 1    | 671.00m2   | 1989年 | 新基準 | 耐震性あり | 不明 |            |
| 005    | 校舎-2         | 校舎・園舎     | 公共用    | S造  | 1    | 156.00m2   | 1978年 | 旧基準 | 不明       | 不明 |            |
| 006    | 倉庫・物置     | 倉庫・物置     | 公共用    | S造  | 1    | 74.00m2    | 1978年 | 旧基準 | -          | -    |            |
| 007    | 脱衣室・更衣室 | 脱衣室・更衣室 | 公共用    | 木造 | 1    | 62.00m2    | 1978年 | 旧基準 | -          | -    |            |
| 008    | 脱衣室・更衣室 | 脱衣室・更衣室 | 公共用    | 木造 | 1    | 50.00m2    | 1990年 | 新基準 | -          | -    |            |
| 009    | 倉庫・物置     | 倉庫・物置     | 公共用    | 木造 | 1    | 37.00m2    | 1978年 | 旧基準 | -          | -    |            |
| 010    | 倉庫・物置     | 倉庫・物置     | 公共用    | 木造 | 1    | 26.00m2    | 1979年 | 旧基準 | -          | -    |            |
| 011    | 倉庫・物置     | 倉庫・物置     | 公共用    | 木造 | 1    | 23.00m2    | 1985年 | 新基準 | -          | -    |            |
| 012    | 脱衣室・更衣室 | 脱衣室・更衣室 | 公共用    | S造  | 1    | 7.00m2     | 1978年 | 旧基準 | -          | -    |            |

## 規模
2021年4月現在の生徒数は123名。市原市で17番目に多い。

### 推移
生徒数の推移は以下の通りである。
| 年度     | 生徒数 | 学級数 | 備考       |
| -------- | ------ | ------ | ---------- |
| 2022年度 | 137名  | 8学級  | 新入生48名 |
| 2021年度 | 123名  | 7学級  | 新入生42名 |
| 2020年度 | 124名  | 7学級  | 新入生48名 |
| 2019年度 | 129名  | 7学級  | 新入生32名 |
| 2018年度 | 140名  | 8学級  | 新入生44名 |
| 2017年度 | 141名  | 8学級  | 新入生50名 |
| 2016年度 | 160名  | 8学級  | 新入生42名 |
| 2015年度 | 186名  | 7学級  | 新入生50名 |
| 2014年度 | 191名  | 7学級  | 新入生70名 |
| 2013年度 | 197名  | 6学級  | 新入生63名 |
| 2012年度 | 194名  | 8学級  | 新入生57名 |
| 2011年度 | 225名  | 8学級  | 新入生72名 |
| 2010年度 | 232名  | 8学級  | 新入生62名 |
| 2009年度 | 255名  | 9学級  | 新入生91名 |
| 2007年度 | 245名  | 9学級  |            |
| 2006年度 | 240名  | 8学級  |            |
| 2005年度 | 229名  | 7学級  |            |
| 2002年度 | 227名  | 6学級  |            |
| 2001年度 | 242名  | 7学級  |            |
| 1997年度 | 301名  | 9学級  |            |
| 1994年度 | 353名  | 10学級 |            |
| 1993年度 | 362名  | 11学級 |            |
| 1990年度 | 423名  | 12学級 |            |
| 1989年度 | 471名  | 13学級 |            |
| 1983年度 | 550名  | 14学級 |            |

## 諸活動

### 部活動
- 合唱部：2008年全日本大会銀賞、2007年全日本大会銅賞[7]

## 年間行事

### 一覧
例年行われている行事は以下の通りである。
- 4月：始業式、入学式
- 5月：体育祭、2年校外学習
- 6月：3年実力テスト①、第1回定期テスト
- 7月：壮行会
- 9月：第2回定期テスト、3年実力テスト②、生徒会役員選挙
- 10月：3年実力テスト③、1学期終業式、2学期始業式、千草祭（文化祭）、3年実力テスト④
- 11月：PTAバザー、第3回定期テスト
- 1月：3年実力テスト⑤、新1年生入学説明会
- 2月：3年定期テスト、第4回定期テスト
- 3月：3年生を送る会、卒業式、修了式

### 長期休業
2006年（平成18年）度以降の長期休業は以下の通りである。
- 春休み
- 夏休み
- 秋休み
- 冬休み

## 通学区域
以下の町丁字とその範囲を通学区域に指定している。
- 郡本
  - （住居表示施行区域）1 - 6丁目
  - （住居表示未施行区域）一部
- 藤井1 - 4丁目
- 門前
  - （住居表示施行区域）1 - 2丁目
  - （住居表示未施行区域）一部
- 市原
- 西野谷の一部
- 山田橋3丁目の全域、1・２丁目のそれぞれ一部
- 能満の一部

## 通学区域内施設
通学区域内の主な施設は以下の通りである。
- 市原市中央武道館
- 市原歴史博物館
- 千葉県立市原緑高等学校
- 東海大学付属市原望洋高等学校

## 小学校区
- 市原市立市原小学校

## 隣接中学校区
- 市原市立八幡中学校（旧市原市立八幡東中学校区含む）
- 市原市立辰巳台中学校
- 市原市立若葉中学校
- 市原市立国分寺台中学校
- 市原市立国分寺台西中学校
- 市原市立三和中学校（旧三和町立市西中学校区）
- 市原市立湿津中学校

## アクセス
- 五井駅から
  - 小湊鉄道バス
    - 「中央武道館」下車、徒歩2分（17分）

  - 車で14分
  - 徒歩で55分
- 八幡宿駅から
  - 小湊鉄道バス
    - 「中央武道館」下車、徒歩2分（26分）

  - 車で11分
  - 徒歩で55分